# Redha Messatfa
Redha Messafta (né le 30 août 1993 à Paris) est un trampoliniste franco-algérien.

## Biographie
Né à Paris, Redha Messafta, dit "Redbull Moussaka" grandit à Levallois-Perret. À 4 ans, il commence le judo et l'athlétisme et à 6 ans et demi, il découvre le trampoline. En grandissant, il choisit de continuer le trampoline et s'inscrit au Levallois Sporting Club. Il devient champion de France espoir en 2006, puis vice-champion d'Europe junior en 2008 et vice-champion de France junior et surtout vice-champion de France par équipe en Division 1, avec ses coéquipiers, David Martin, Jean-Pierre Thorn et Damien Dorna. 
En 2011, il devient vice-champion du monde, en individuel et en synchronisé dans la catégorie des 17-18 ans lors des championnats du monde par groupe d’âge à Birmingham. Quelques mois plus tard, il est sélectionné pour ses premiers championnats d'Europe séniors en individuel, synchronisé et par équipes.
Toujours licencié au Levallois Sporting Club, il est entraîné par Xavier Tavignot. En parallèle de sa carrière sportive, il mène des études de gestion à l'Université Panthéon-Sorbonne. 
En 2018, son changement de nationalité sportive vers l'Algérie est enregistré par la Fédération internationale de gymnastique .
Aux Championnats d'Afrique de 2018, sous les couleurs de l'Algérie, il est médaillé d'or en trampoline individuel, et médaillé d'argent en trampoline synchronisé ainsi qu'en trampoline par équipes avec Abdelkader Sabour.
Il est médaillé de bronze par équipes aux Championnats d'Afrique de trampoline 2024 à Bizerte.